# Daria Korczyńska
Daria Onyśko-Korczyńska (Kołobrzeg, 30 luglio 1981) è un'ex velocista polacca.

## Palmarès
| Anno | Manifestazione   | Sede       | Evento      | Risultato        | Prestazione | Note |
| ---- | ---------------- | ---------- | ----------- | ---------------- | ----------- | ---- |
| 2002 | Europei          | Monaco     | 4 × 100 m   | 7ª               | 43"96       |      |
| 2003 | Europei under 23 | Bydgoszcz  | 100 m piani | Argento          | 11"46       |      |
| 2003 | Europei under 23 | Bydgoszcz  | 4 × 100 m   | Argento          | 44"51       |      |
| 2005 | Europei indoor   | Madrid     | 60 m piani  | Semifinale       | 7"35        |      |
| 2005 | Mondiali         | Helsinki   | 4 × 100 m   | 8ª               | 43"49       |      |
| 2006 | Europei          | Göteborg   | 100 m piani | 8ª               | 11"43       |      |
| 2006 | Europei          | Göteborg   | 4 × 100 m   | Batteria         | 44"27       |      |
| 2007 | Europei indoor   | Birmingham | 60 m piani  | Bronzo           | 7"20        |      |
| 2007 | Mondiali         | Osaka      | 100 m piani | Quarti di finale | 11"44       |      |
| 2007 | Mondiali         | Osaka      | 4 × 100 m   | 8ª               | 43"57       |      |
| 2008 | Giochi olimpici  | Pechino    | 100 m piani | Quarti di finale | 11"41       |      |
| 2008 | Giochi olimpici  | Pechino    | 4 × 100 m   | 8ª               | 43"57       |      |
| 2010 | Europei          | Barcellona | 4 × 100 m   | Bronzo           | 42"68       |      |
| 2012 | Europei          | Helsinki   | 100 m piani | Semifinale       | 11"43       |      |
| 2012 | Europei          | Helsinki   | 4 × 100 m   | Bronzo           | 43"06       |      |
| 2012 | Giochi olimpici  | Londra     | 4 × 100 m   | Batteria         | 43"07       |      |